# Кузнечный тупик
Кузне́чный тупи́к (с 1972 года до 1980 года — Депо́вский тупи́к) — тупик, расположенный в Юго-Восточном административном округе города Москвы на территории района Люблино.

## История
Тупик получил современное название в 1980 году, до переименования носил название Депо́вский тупи́к, полученное в 1972 году.

## Расположение
Согласно Яндекс. Картам и Справочнику улиц Москвы, Кузнечный тупик проходит от Иловайской улицы на северо-восток, поворачивает на юго-восток и оканчивается.
Согласно Картам Google, Кузнечный тупик проходит по территории станции Люблино-Сортировочное от Северного тоннеля, соединяющего Курскую и Батайскую улицы, на юг между железнодорожными путями до локомотивного депо Люблино.
Согласно картам OpenStreetMap, оба указанных участка относятся к Кузнечному тупику.

## Примечательные здания и сооружения
По нечётной стороне:
- дом 1а — часовой завод «Мактайм».

По чётной стороне:
- дом 2 — вагонное депо «Люблино»[3].

## Транспорт

### Наземный транспорт
По Кузнечному тупику не проходят маршруты наземного общественного городского транспорта. У юго-западного конца южного участка тупика, на Иловайской улице, расположена остановка «Платформа Перерва» автобусов 35, 55, 413, 524, 625, 646, 749; у северного конца северного участка, — остановка «Фабрика Химчистка» автобусов 30, 524, 646 (на улице Полбина), остановка «Школа № 846» автобусов 524, 646 (на улице Полбина), остановка «Станция Люблино» автобусов 30, 528 (на Курской улице), остановка «Ставропольская улица» автобусов 30, 54, 350, 528, 623, 633, 650, с4, т50 (на Люблинской улице).

### Железнодорожный транспорт
- Платформа Депо (в границах станции Люблино-Сортировочное) Курского направления Московской железной дороги — у северного участка тупика, соединена с ним пешеходным мостом над железнодорожными путями
- Платформа Люблино (в границах станции Люблино-Сортировочное) Курского направления Московской железной дороги — севернее северного участка тупика